# Campionato Internazionale 1929-1930
La stagione 1929-1930 è stato il ventesimo Campionato Internazionale, e ha visto campione l'Hockey Club Davos.

## Gruppi

### Serie Est

#### Qualificazione
| Davos 20 gennaio 1930 | Akademischer EHC Zürich | 2 – 1 referto | Lyceum Zuoz |  |

#### Finale
| Davos 20 gennaio 1930 | Davos | 14 – 1 referto | Akademischer EHC Zürich |  |

### Serie Ovest

#### Semifinali
| Château-d'Oex 20 gennaio 1930 | Rosey-Gstaad | 8 – 1 referto | Lycée Jaccard |  |

| Château-d'Oex 20 gennaio 1930 | Château-d'Œx | 2 – 0 referto | Star Lausanne |  |

#### Finale
| Château-d'Oex 20 gennaio 1930 | Rosey-Gstaad | 1 – 0 referto | Château-d'Œx |  |

## Finale
| 16 febbraio 1930 | Rosey-Gstaad | 1 – 4 referto | Davos |  |

## Verdetti
| Campionato Nazionale 1929-1930 | Campionato Nazionale 1929-1930 |
| ------------------------------ | ------------------------------ |
| Campionato Internazionale      | Davos                          |

### Roster della squadra vincitrice
| Vincitori del Campionato Internazionale HC Davos | Portieri: Difensori: Attaccanti: Bibi Torriani Allenatore: Bobby Bell |